# Rungia longifolia
Rungia longifolia är en akantusväxtart. Rungia longifolia ingår i släktet Rungia och familjen akantusväxter.

## Underarter
Arten delas in i följande underarter:
- R. l. latior
- R. l. longifolia
- R. l. anamalayana